# Calamosternus magnicollis
Calamosternus magnicollis är en skalbaggsart som beskrevs av Rudolph Petrovitz 1969. Calamosternus magnicollis ingår i släktet Calamosternus och familjen Aphodiidae. Inga underarter finns listade.